# Hermann Imhäuser

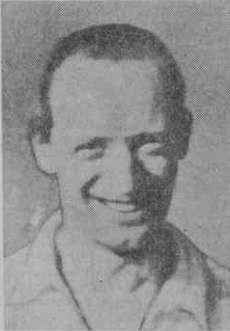
Hermann Imhäuser

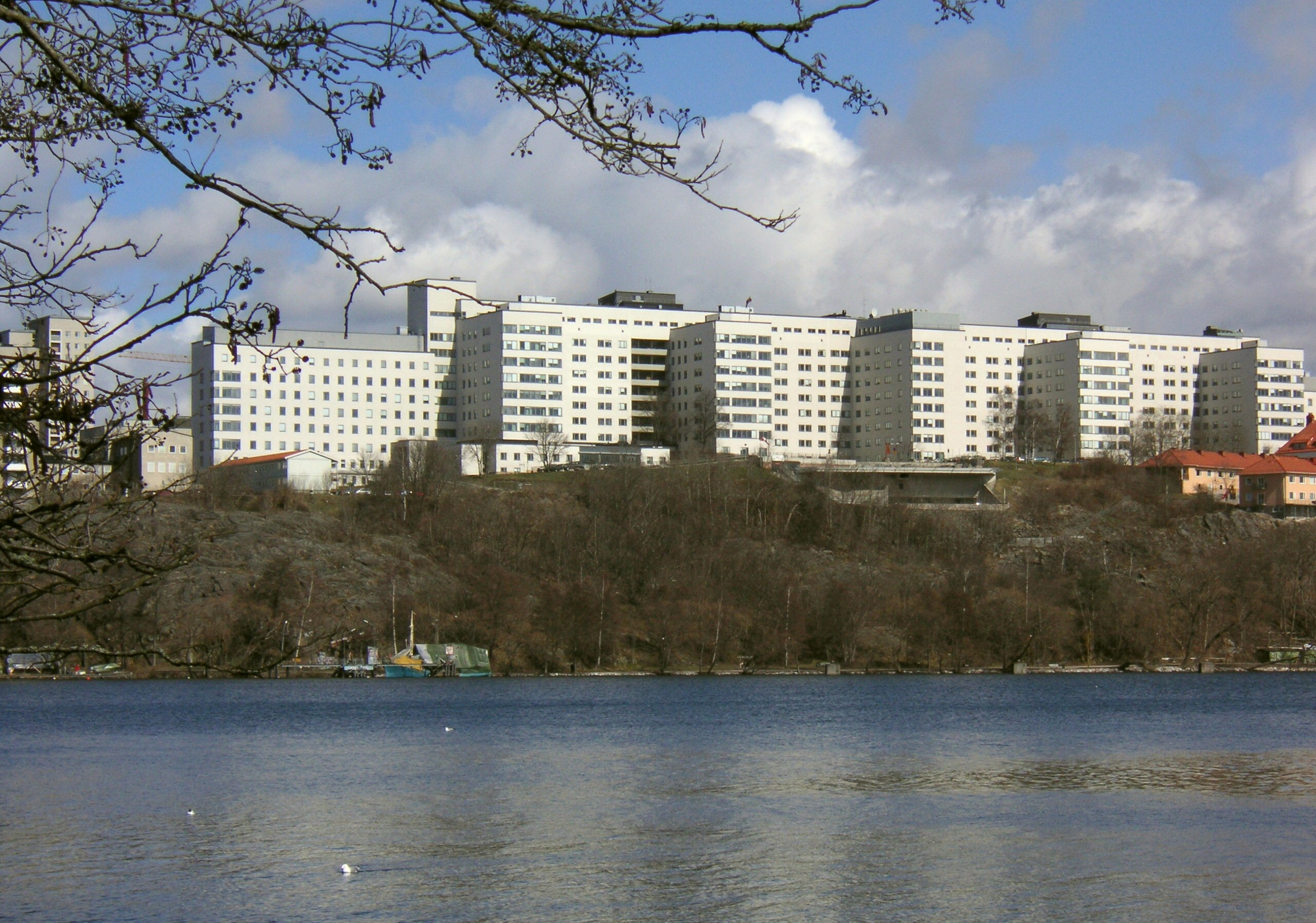
Södersjukhuset är ritat av Imhäuser 1937-1944.

Hermann Imhäuser, född 9 mars 1903 i Gelsenkirchen i Tyskland, död  29 september 1990,  var en tysk arkitekt, bosatt och verksam huvudsakligen i Sverige. Han ritade främst sjukhusbyggnader.
Imhäuser utbildade 1926 sig till arkitekt vid konstakademin i Düsseldorf. Imhäuser hade kommit till Stockholm 1932 för att delta i en arkitekttävling men stannade kvar i Sverige på grund av den politiska utvecklingen i Tyskland. Efter anställning hos Hjalmar Cederström startade han 1960 sin egen verksamhet. Bland hans arbeten märks Södersjukhuset i Stockholm (tillsammans med Hjalmar Cederström), centrallasarettet i Mjölby, Gävle och Västerås (efter 1:a pris i tävling 1955), Blackebergs sjukhus i Bromma, universitetskliniken i Düsseldorf samt Altona nya sjukhus i Hamburg.